# Günter Rentsch
Günter Rentsch (* 3. Februar 1935 in Baruth bei Bautzen) ist ein deutscher Politiker (SPD, bis 1990 NDPD).

## Leben und Beruf
Nach seiner Berufsausbildung zum Maschinenschlosser war Rentsch von 1952 bis 1964 in diesem Beruf tätig. Von 1965 bis 1968 studierte er Technologie und Maschinenbau an einer Ingenieur-Hochschule, dann von 1969 bis 1974 Betriebswirtschaft und Maschinenbau an der Technischen Universität Dresden. Anschließend war er bis 1990 als wissenschaftlicher Mitarbeiter beim Direktor für Technik beschäftigt. Rentsch ist verheiratet und Vater von zwei Kindern.

## Politik
Rentsch war Mitglied der DDR-Blockpartei NDPD und von 1985 bis 1989 Kreisvorsitzender seiner Partei. Bei der Landtagswahl in Brandenburg 1990 wurde Rentsch als Direktkandidat der SPD im Wahlkreis 26 (Fürstenwalde I) in den brandenburgischen Landtag gewählt. Bei der Wahl 1994 wurde er im Wahlkreis 31 (Oder-Spree II) wiedergewählt und war so Abgeordneter vom 26. Oktober 1990 bis zum 29. September 1999. Rentsch war im Landtag stellvertretender SPD-Fraktionsvorsitzender und finanzpolitischer Sprecher der SPD-Fraktion. Er war von 1990 bis 1994 Mitglied im Ausschuss für Haushalt und Finanzen, dann bis 1999 dessen stellvertretender Vorsitzender. Im Ausschuss für Haushaltskontrolle hatte Rentsch zunächst von 1990 bis 1992 den stellvertretenden Vorsitz inne, war dann bis 1994 einfaches Ausschussmitglied und schließlich von 1994 bis 1999 dessen Vorsitzender.
Rentsch war zeitweise Beiratsmitglied bei der Investitionsbank des Landes Brandenburg und der Saarberg-Fernwärme-Fürstenwalde GmbH.